# جف تارانگو
 جف تارانگو (انگلیسی: Jeff Tarango؛ زاده ۲۰ نوامبر ۱۹۶۸) یک تنیس‌باز اهل ایالات متحده آمریکا است.